# Małgorzata Mikołajczyk
Małgorzata Mikołajczyk (ur. 4 listopada 1966 we Wrocławiu) – polska matematyczka, dydaktyk i popularyzator matematyki, od 2009 roku kierownik Pracowni Dydaktyki i Popularyzacji Matematyki Instytutu Matematycznego Uniwersytetu Wrocławskiego. Autorka ponad 200 publikacji naukowych i popularnonaukowych.

## Życiorys
Ukończyła XIV Liceum Ogólnokształcące we Wrocławiu i studia matematyczne na Uniwersytecie Wrocławskim. Działa w Fundacji Matematyków Wrocławskich. Organizatorka wielu popularnych konkursów matematycznych w województwie dolnośląskim (m.in. Dolnośląskie Mecze Matematyczne, Wrocławski Maraton Matematyczny, Wrocławskie Matematyczne Marsze na Orientację, Konkurs Matematyczny KO-MA, Mistrzostwa Wrocławia w Szybkim Liczeniu, Mistrzostwa Polski w Geometrii Elementarnej, Konkursu Matematycznego Origami "Żuraw" i innych) oraz imprez popularnonaukowych (Dolnośląski Festiwal Nauki, Wrocławskie Spotkania Matematyczne, Zimowe Szkoły Matematyki, Letnie Obozy Naukowe). Organizuje też największy w Polsce niekomercyjny konkurs łamigłówkowy - Memoriał Urszuli Marciniak, który ma na celu propagowanie łamigłówek jako najprostszego i ogólnie dostępnego narzędzia do uczenia logicznego myślenia i wnioskowania. 
Redaktor naczelny Magazynu Miłośników Matematyki i Wrocławskiego Portalu Matematycznego. Zajmuje się doskonaleniem zawodowym nauczycieli matematyki, będąc kierownikiem m.in. seminarium dla nauczycieli 'I3 = Inspiracja * Indywidualizacja * Interdyscyplinarność' w Instytucie Matematycznym Uniwersytetu Wrocławskiego, studiów podyplomowych 'Nowoczesne Metody Nauczania Matematyki' w Instytucie Matematycznym Polskiej Akademii Nauk oraz kursów zawodowego języka angielskiego dla matematyków 'English for Mathematics Teachers'.
Za działalność popularyzatorską i edukacyjną wyróżniona w 2006 roku medalem Komisji Edukacji Narodowej, w 2010 roku Nagrodą Prezydenta Wrocławia oraz w 2012 roku nagrodą główną im. Samuela Dicksteina Polskiego Towarzystwa Matematycznego.